# AIM-95 Agile

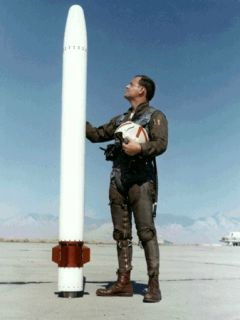
AIM-95

AIM-95 Agile – (ang. zwinny) amerykański kierowany pocisk rakietowy klasy powietrze-powietrze, projektowany przez US Navy jako bardziej zaawansowany następca AIM-9 Sidewinder zdolny do atakowania celów pod każdym kątem, a nie tylko z tylnej półsfery. Nowy pocisk miał posiadać zdolność wystrzel i zapomnij (fire-and-forget), umożliwiającą oddalenie się samolotu-nosiciela zaraz po wystrzeleniu, a dużą zwrotność miał zapewnić silnik rakietowy na stały materiał pędny z wektorowanym ciągiem.
W tym samym czasie USAF prowadziły program rozwojowy własnego pocisku AIM-82 dla samolotu F-15 Eagle, ale ponieważ oba pociski miały spełniać te same zadania, zdecydowano się zamknąć projekt Sił Powietrznych na korzyść pocisku Agile.
Pierwsza wersja AIM-95A była już w stadium poprzedzającym testy w locie, ale ze względu na wzrost kosztów spowodował zamknięcie projektu w 1975. Zamiast nowego pocisku postanowiono zmodernizować będący już na uzbrojeniu AIM-9 Sidewinder, który po wielu modyfikacjach pozostaje w służbie do dziś. Dużo później rozpoczęto kolejny program zaawansowanego pocisku rakietowego klasy powietrze-powietrze krótkiego zasięgu ASRAAM (Advanced Short-Range Air-to-Air Missile), który doprowadził do powstania AIM-132 ASRAAM.
Ze względu na przerwanie programu rozwojowego AIM-95 Agile we wczesnym stadium, założenia projektowe i parametry nowego pocisku nie zostały ujawnione.